# Mount Royal Range
Die Mount Royal Range ist ein Bergland in New South Wales, Australien, ein Gebiet in der Hunter-River-Region, etwa 90 km von Newcastle entfernt.

## Geschichte
Die Berge der Mount Royal Range sind vulkanischen Ursprungs. Sie waren das traditionelle Gebiet der Aborigines der Biripi, Worimi, Geawegal, Wonaruah und Ungooroo, die im Laufe der Kolonisierung durch die Europäer vertrieben wurden. Der Mount Mackenzie war der Ort einer gewaltsamen Auseinandersetzung zwischen Europäern und Aborigines.
Die europäische Besiedlung im 18. Jahrhundert wurde durch den Aufbau von Holz- und Viehwirtschaft und durch Goldfunde befördert. Im 20. Jahrhundert kamen erste Erholungssuchende in das Gebiet, in den 1920er und 1930er Jahren begann die Entwicklung des Tourismus der Barrington Tops und während des Zweiten Weltkriegs gab es Proteste gegen die weitere wirtschaftliche Erschließung und gegen Straßenbaumaßnahmen im Berggebiet. Erste Bestrebungen, einen Nationalpark zu errichten, gab es in den 1950er Jahren. Dies hatte zur Folge, dass zwei kleine Naturschutzgebiete am Gloucester Tops und im Gebiet des Williams River errichtet wurden. 1969 kam es zur Gründung des Barrington-Tops-Nationalparks.

## Lage
Die Mount Royal Range liegt auf der Ostseite der Great Dividing Range. Das Berggebiet wird durch den Hunter River und Manning River entwässert, die in Richtung der Ostküste von New South Wales fließen. Die Höhenunterschiede in dem Berggebiet sind erheblich und reichen von 200 bis auf 1586 Metern. Das Barrington Plateau separiert das Einzugsgebiet des oberen Hunter River und seine Nebenflüsse von dem Wassereinzugsgebiet im Osten. Um die Wasserzufuhr für das Kraftwerk Bayswater zu sichern, wurde das Barnard River Scheme in den 1980er Jahren gebaut, um Wasser in den Hunter River zu liefern.
Die Mount Royal Range bildet den nördlichen Rand des Hunter Valley. Die Barrington Tops, ein Hochplateau am oberen Wasser des Barrington River, sind ein Teil der Mount Royal Range, wie auch der Mount-Royal-Nationalpark und Barrington-Tops-Nationalpark, beide als im UNESCO-Weltnaturerbe gelistet. Mit der Barrington Tops State Conservation Area sind drei Schutzgebiete zu einem Planungsgebiet zusammengefasst.

## Berge
Der höchste Berg in den Mount Royal Range ist der Brumlow Tops mit 1586 Metern, weitere Berge sind Gulph Mountain, Gog and Magog, The Pinnacle, Paddy’s Ridge, Mount William, Mount Paterson, Mount Allyn, Mount Royal, Mount Toonumbue, Belgrave Pinnacle, Mirannie Mountain, Mount George, Hudson’s Peak und Mount Johnstone. Der Name des Berglands lehnt sich an den Mount Royal an, der bekannteste der dortigen Berge.

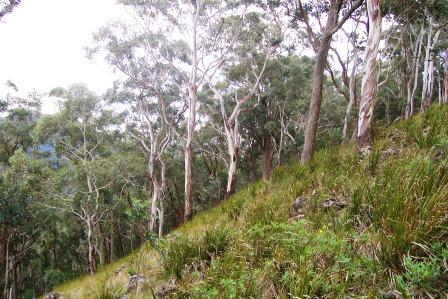
Mount Royal – Eukalyptenwald
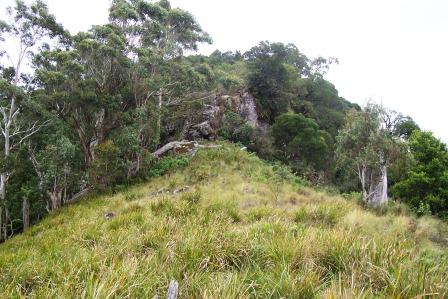
Mount Royal, Basalt auf 1100 Meter Höhe
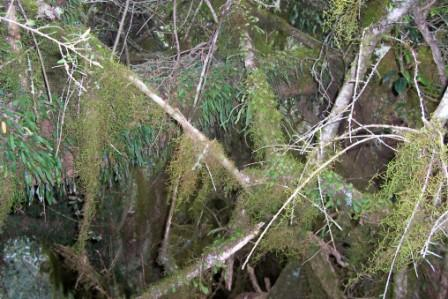
Mount Royal – Subtropischer Regenwald, Moose und Farne
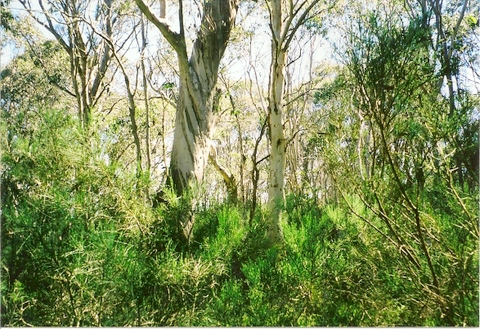
Schnee-Eukalyptus am Gipfel der Brumlow Tops (1586 m)